# Rzeźba krawędziowa
Rzeźba krawędziowa – typ krajobrazu rozwiniętego na skałach osadowych, w którym dominującą rolę odgrywają krawędzie morfologiczne, nawiązujące do stref występowania skał odpornych. Są one oddzielone obniżeniami lub spłaszczeniami powstałymi wskutek szybszego niszczenia skał mało odpornych.
Rzeźba krawędziowa może rozwinąć się w nachylonych kompleksach skalnych (monoklinach) i wówczas krawędzie mają postać kuest, lub w obrębie płyt i wówczas rzeźba ma charakter schodowy, a krawędzie występują jedna nad drugą.
Na obszarze Polski przykładem rzeźby krawędziowej jest krajobraz Wyżyny Śląskiej i Wyżyny Krakowsko-Częstochowskiej, także niektóre fragmenty Sudetów (np. Góry Stołowe).